# يان أندرسون (لاعب كرة قدم)
يان أندرسون هو لاعب كرة قدم سويدي في مركز الدفاع، ولد في 7 مايو 1965. لعب مع نادي يورغوردينس.